# Christoph Koch (Politiker)
Christoph Koch (* 11. Oktober 1954 in Erfurt) ist ein deutscher Politiker. Er war von 1990 bis 1994 für die CDU Mitglied im Landtag Sachsen-Anhalt.

## Ausbildung und Leben
Christoph Koch besuchte die 10-klassige Polytechnische Oberschule. Nach einer Lehre zum Facharbeiter für Nachrichtentechnik in Erfurt und Tätigkeit arbeitete er als Facharbeiter für Nachrichtentechnik in Suhl. Später studierte er Theologie an der Universität Rostock und der theologischen Fachschule Erfurt, 1985 legte er das 2. theologische Examen in Magdeburg ab und wurde zum Pfarrer ordiniert. Er arbeitete als Pfarrer in Hörsingen.
Christoph Koch, der evangelischer Konfession ist, ist verheiratet und hat ein Kind.

## Politik
Christoph Koch trat im März 1990 nach der Wende der CDU bei. Seit den Kommunalwahlen 1990 gehörte er dem Kreistag Haldensleben an. Im Kreistag war er Vorsitzender des Rechtsausschusses und Mitglied im Hauptausschuss. Weiterhin war er Mitglied in der Gemeindevertretung Hörsingen. Er wurde bei der ersten Landtagswahl in Sachsen-Anhalt 1990 im Landtagswahlkreis Haldensleben (WK 4) direkt in den Landtag gewählt. Im Landtag war er Vorsitzender im Ausschuss für Justiz. 1993 wurde er stellvertretender CDU-Fraktionsvorsitzender.
1994 wechselte er in die Behörde der Landesbeauftragten für die Unterlagen des  Staatssicherheitsdienstes der ehemaligen DDR des Landes Sachsen-Anhalt in Magdeburg und trat später aus der CDU aus. Nach der Entlassung des Landesbeauftragten Gerhard Ruden am 14. Juni 2010 leitete er in der nachfolgenden Zeit der Amtsvakanz bis zum 4. April 2013 die Behörde als Stellvertreter. Seinen letzten Bericht in dieser Tätigkeit gab er am 28. März 2013 ab.